# Droga wojewódzka 346
Die Droga wojewódzka 346 (DW 346) ist eine 66 Kilometer lange Droga wojewódzka (Woiwodschaftsstraße) in der polnischen Woiwodschaft Niederschlesien, die Środa Śląska mit Godzikowice verbindet. Die Strecke liegt im Powiat Średzki, im Powiat Wrocławski und im Powiat Oławski.

## Streckenverlauf
Woiwodschaft Niederschlesien, Powiat Średzki
-  Środa Śląska (Neumarkt in Niederschlesien) (DK 94)
- Jugowiec (Hausdorf)
- Kryniczno (Krintsch)
- Gozdawa (Gossendorf)
- Rakoszyce (Rackschütz)
- Świdnica Polska (Polnisch Schweinitz)
- Wilków Średzki (Wilkau-Zopkendorf)
- Sobkowice (Zopkendorf)

Woiwodschaft Niederschlesien, Powiat Wrocławski
- Pełcznica (Polsnitz)
-  Kąty Wrocławskie (Kanth) (A 4, DK 5, DW 347, DW 362)
- Krobielowice (Krieblowitz)
-  Gniechowice (Gnichwitz) (DK 35)
- Wierzbice (Konradserbe)
-  Kobierzyce (Koberwitz) (DK 8, DW 368)
- Szczepankowice (Schönbankwitz)
- Przecławice (Prisselwitz)
- Marcinkowice (Merzdorf)
- Węgry (Wangern)
-  Stary Śleszów (Koberwitz) (DW 395)

Woiwodschaft Niederschlesien, Powiat Oławski
- Piskorzów (Peiskersdorf)
- Wierzbno (Würben)
- Marszowice (Marschwitz)
-  Gaj Oławski (Goy) (DW 396)
- Jaczkowice (Jätzdorf)
-  Godzikowice (Goy) (DK 94)